# Manfred Gawlik
Manfred Gawlik (* 28. November 1941 in Guttentag, Oberschlesien) ist ein ehemaliger deutscher Politiker (CDU). Er war Vorsitzender des CDU-Bezirksverbandes Magdeburg.

## Leben
Der Sohn eines Angestellten besuchte die Oberschule und erlernte den Beruf eines Betriebs- und Verkehrseisenbahners. Er erwarb den Fachschulabschluss als Ingenieur für Eisenbahnbetriebs- und Verkehrstechnik und später den Hochschulabschluss als Diplomstaatswissenschaftler. Von 1965 bis 1970 war er Mitarbeiter der Deutschen Reichsbahn, zuletzt als Dienstvorsteher.
1965 wurde er Mitglied der CDU. Seit 1967 gehörte er den Kreisvorständen Wanzleben und Oschersleben der CDU und ihren Sekretariaten an. Zuletzt war er bis 1979 CDU-Stadtbezirksvorsitzender in Magdeburg-Süd. Von 1970 bis 1979 wirkte er in verantwortlichen Staatsfunktionen, so als Mitglied des  Rates des Kreises Oschersleben und von 1977 bis 1979 als Mitglied des Rates des Bezirkes Magdeburg und Leiter der Abteilung Erholungswesen. Seit 1971 war er auch als Abgeordneter tätig, erst als Mitglied des Kreistages Oschersleben, dann als Stadtverordneter in Magdeburg und von 1981 bis 1990 als Abgeordneter des Bezirkstages Magdeburg. 
1977 wurde er Mitglied des CDU-Bezirksvorstandes Magdeburg, 1979 stellvertretender Vorsitzender des Bezirksvorstandes und am 20. November 1980 löste er den erkrankten Werner Biedermann als Bezirksvorsitzenden ab. Am 15. Oktober 1982 wurde er auf dem 15. Parteitag der CDU zum Mitglied des Hauptvorstandes gewählt. Gawlik absolvierte einen Oberstufenlehrgang der Zentralen Schulungsstätte der CDU.
Am 26. Juni 1989 wurde er zum Mitglied des Präsidiums und Sekretär des Hauptvorstandes der CDU gewählt. Diese Funktionen hatte er bis zu seinem Rücktritt aus persönlichen Gründen im November 1989 inne. Er blieb jedoch bis zur Bildung des CDU-Landesverbandes Sachsen-Anhalt im Februar 1990 Bezirksvorsitzender. Am 19. Januar 1990 wurde er zum Präsidenten des Bezirkstages Magdeburg gewählt und behielt diese Funktion bis zur Auflösung des Bezirkstages im März 1990.

## Auszeichnungen
- 1985 Vaterländischer Verdienstorden in Bronze
- Verdienstmedaille der DDR